# Eyalet di Eğri
L'eyalet di Eğri (in turco ottomano: Eyâlet-i Egir, ایالت اگیر, in ungherese Egri ejálet, in serbo Јегарски ејалет?, Jegarski ejalet) o pashaluk di Eğri fu un'unità amministrativa dell'Impero ottomano formata nel 1596 con capitale Eğri (in ungherese: Eger). Includeva parti delle attuali Ungheria, Slovacchia e Serbia.
La popolazione della provincia era etnicamente e religiosamente variegata, includendo slovacchi e ungheresi (in particolar modo nella parte settentrionale del paese), serbi (soprattutto al sud) e musulmani di diverse origini etniche (perlopiù residenti nelle città). Altre comunità etniche erano composte da rumeni e da minoranze ebree.

## Geografia antropica

### Suddivisioni amministrative
La provincia includeva i seguenti sanjak:
1. sanjak di Segedin (Seghedino)
2. sanjak di Sonluk (Szolnok)
3. sanjak di Seçen (Szécsény)
4. sanjak di Hatvan
5. sanjak di Kerman
6. sanjak di Novigrad (Nograd)
7. sanjak di Filek (Fiľakovo)